# Pioneer (Automarke, 1959)
Pioneer war eine US-amerikanische Automobilmarke, die nur 1959 von der Nic-L-Silver Battery Company in Santa Ana (Kalifornien) gebaut wurde. Dieses Elektrofahrzeug wurde auch als Lippencoft Pioneer oder Nic-L-Silver verkauft.
Den Pioneer gab es als zweitürigen Roadster, zweitüriges Hardtop-Coupé oder dreitürigen Kombi. Der Radstand betrug 2413 mm, die Gesamtlänge 3988 mm. Angetrieben wurden die Wagen von zwei Elektromotoren, von denen jeder ein Hinterrad antrieb. Die Gesamtleistung lag bei 11,8 kW, die Reichweite je nach Fahrweise zwischen 65 km und 160 km.